# Fosse no 2 des mines de Drocourt
La fosse no 2 dite Nouméa de la Compagnie des mines de Drocourt est un ancien charbonnage du Bassin minier du Nord-Pas-de-Calais, situé à Rouvroy. Le puits est commencé en 1891, et la fosse commence à produire en 1894. La fosse est détruite durant la Première Guerre mondiale. De vastes cités sont bâties à proximité de la fosse, ainsi que des écoles, une église, et deux presbytères. Un terril conique no 84, 2 Sud de Drocourt, est édifié au nord-est du carreau de fosse. La Compagnie des mines de Vicoigne-Nœux rachète la Compagnie de Drocourt le 13 mars 1925.
La Compagnie des mines de Drocourt est nationalisée en 1946, et intègre le Groupe d'Hénin-Liétard. La fosse no 2 cesse d'extraire en 1955, à la suite de sa concentration sur la fosse no 4 - 5. Elle assure ensuite jusque 1979 le retour d'air des fosses nos 4 - 5 et 3 - 15. Le puits est comblé en 1979 et le chevalement détruit trois ans plus tard.
Les corons les plus anciens, situés près de la fosse, sont détruits, et remplacés par de nouvelles constructions, mais le reste des cités a été rénové. Au début du XXIe siècle, Charbonnages de France matérialise la tête du puits no 2. Le terril no 84, haut de 80 mètres, est un des terrils les plus connus du bassin minier. Un lotissement est construit sur le carreau de fosse. En 2009 et 2010, l'église Saint-Louis, ses presbytères français et polonais, et son école des filles, sont inscrits aux monuments historiques. Le terril conique no 84, 2 Sud de Drocourt, la cité Nouméa, l'église Saint-Louis et ses presbytères français et polonais, l'école des filles et celle des garçons, ont été classés le 30 juin 2012 au patrimoine mondial de l'Unesco.

## La fosse

### Fonçage

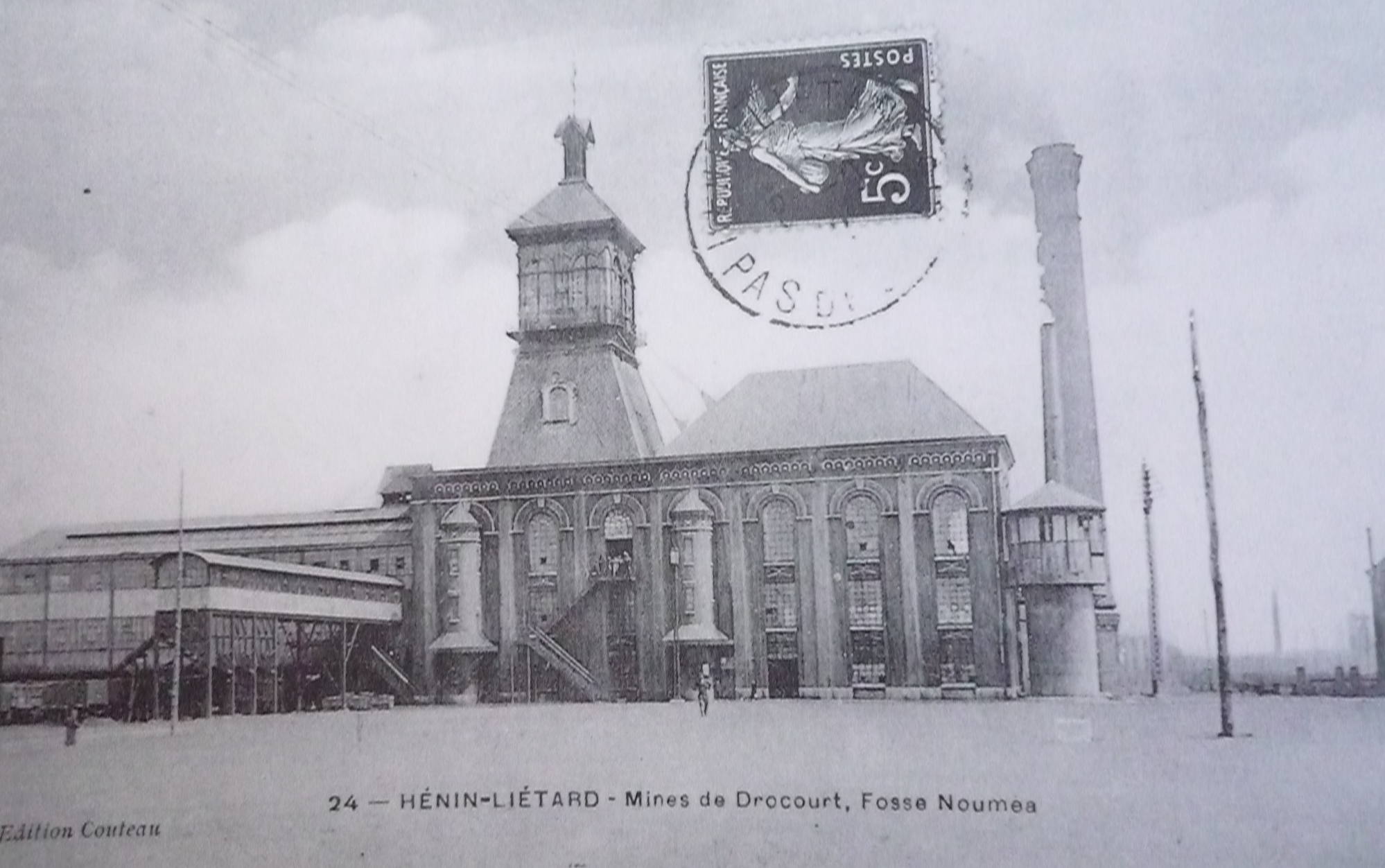
La fosse no 2 vers 1900.

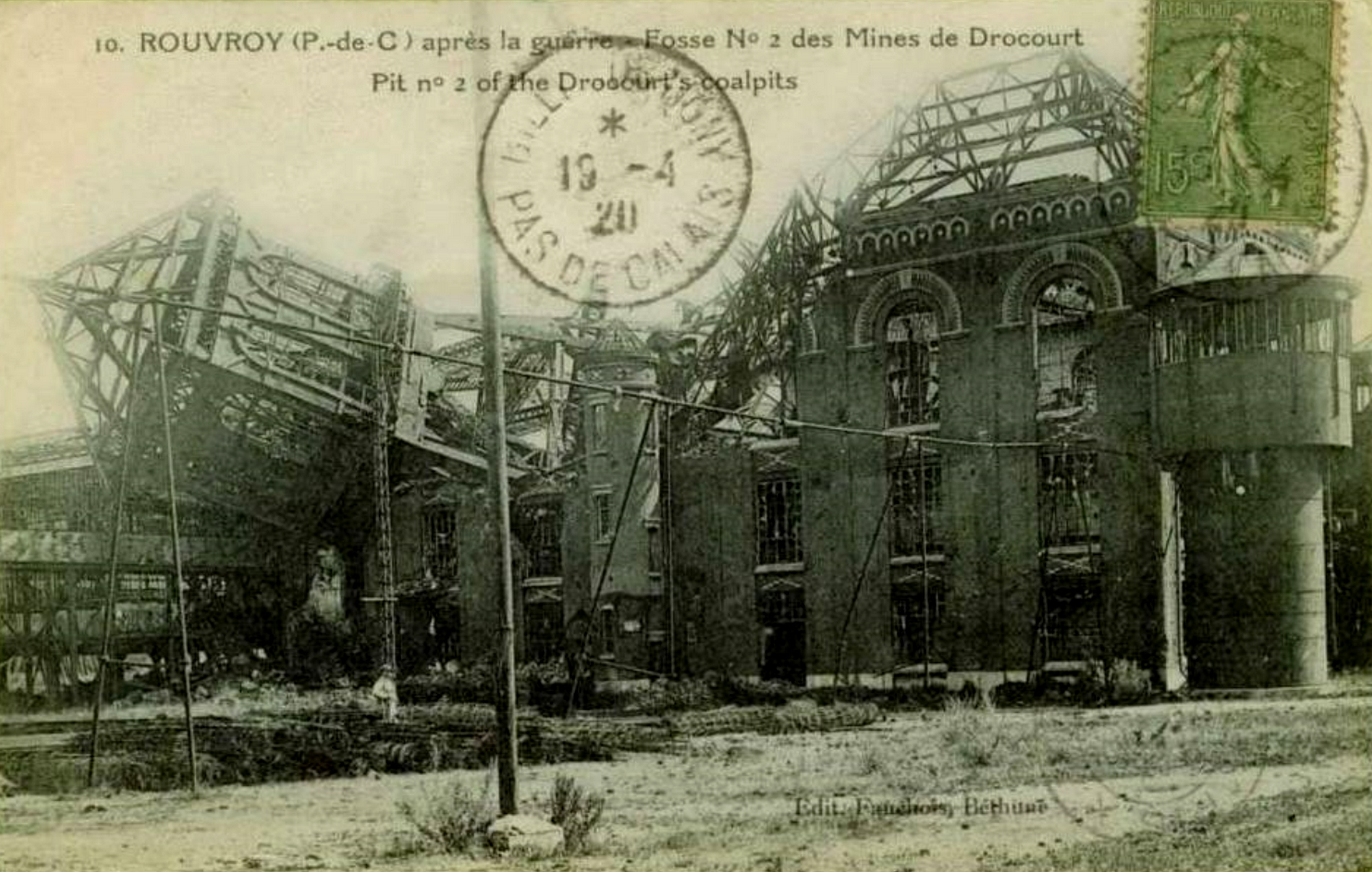
La fosse no 2 détruite.

Le puits de la fosse no 2 est commencé en 1891 à Rouvroy, un peu à l'est du chemin qui va de ce village à Billy-Montigny, et à une centaine de mètres au nord de la Motte-Vireul, à 1 840 mètres à l'ouest-nord-ouest de la fosse no 1.
Le puits est entrepris à l'altitude de 47,25 mètres. La venue d'eau maximale a été à peu près aussi abondante qu'à la fosse no 1. Elle a été rencontrée vers vingt mètres de profondeur, à la tête du niveau, dans les bancs de craie fissurée. Le cuvelage en bois possède dix-huit pans, et règne sur 86 mètres de hauteur. Le diamètre utile du puits est de 4,50 mètres,. Les terrains anciens se sont montrés absolument secs. Ils ont été atteints à la profondeur de 132,50 mètres. Le terrain houiller est atteint à la profondeur de 202,70 mètres. Le creusement du puits a été entrepris par le bas.

### Exploitation
La fosse commence à extraire en 1894. Le puits est profond de 716 mètres, et des accrochages sont établis à 603 et 706 mètres de profondeur. La fosse est détruite durant la Première Guerre mondiale, elle est reconstruite avec des installations plus modernes.
La Compagnie des mines de Vicoigne-Nœux rachète la Compagnie de Drocourt le 13 mars 1925.
La Compagnie des mines de Drocourt est nationalisée en 1946, et intègre le Groupe d'Hénin-Liétard. La fosse no 2 cesse d'extraire en 1955, date à laquelle elle est concentrée sur la fosse no 4 - 5 des mines de Drocourt, sise à Méricourt à 2 650 mètres à l'ouest. Les installations de surface sont partiellement détruites, mais la fosse no 2 assure le retour d'air de la fosse no 4 - 5 et de la fosse no 3 - 15 des mines de Courrières (sise à Méricourt, à 2 122 mètres au nord-ouest) jusqu'en 1979, date à laquelle son puits, profond de 984 mètres, est remblayé. Le chevalement est détruit trois ans plus tard.

### Reconversion
Au début du XXIe siècle, Charbonnages de France matérialise la tête de puits no 2. Le BRGM y effectue des inspections chaque année. Un lotissement est construit sur le carreau de fosse. Le seul vestige de la fosse est le bâtiment des bains-douches, dans un état très dégradé.

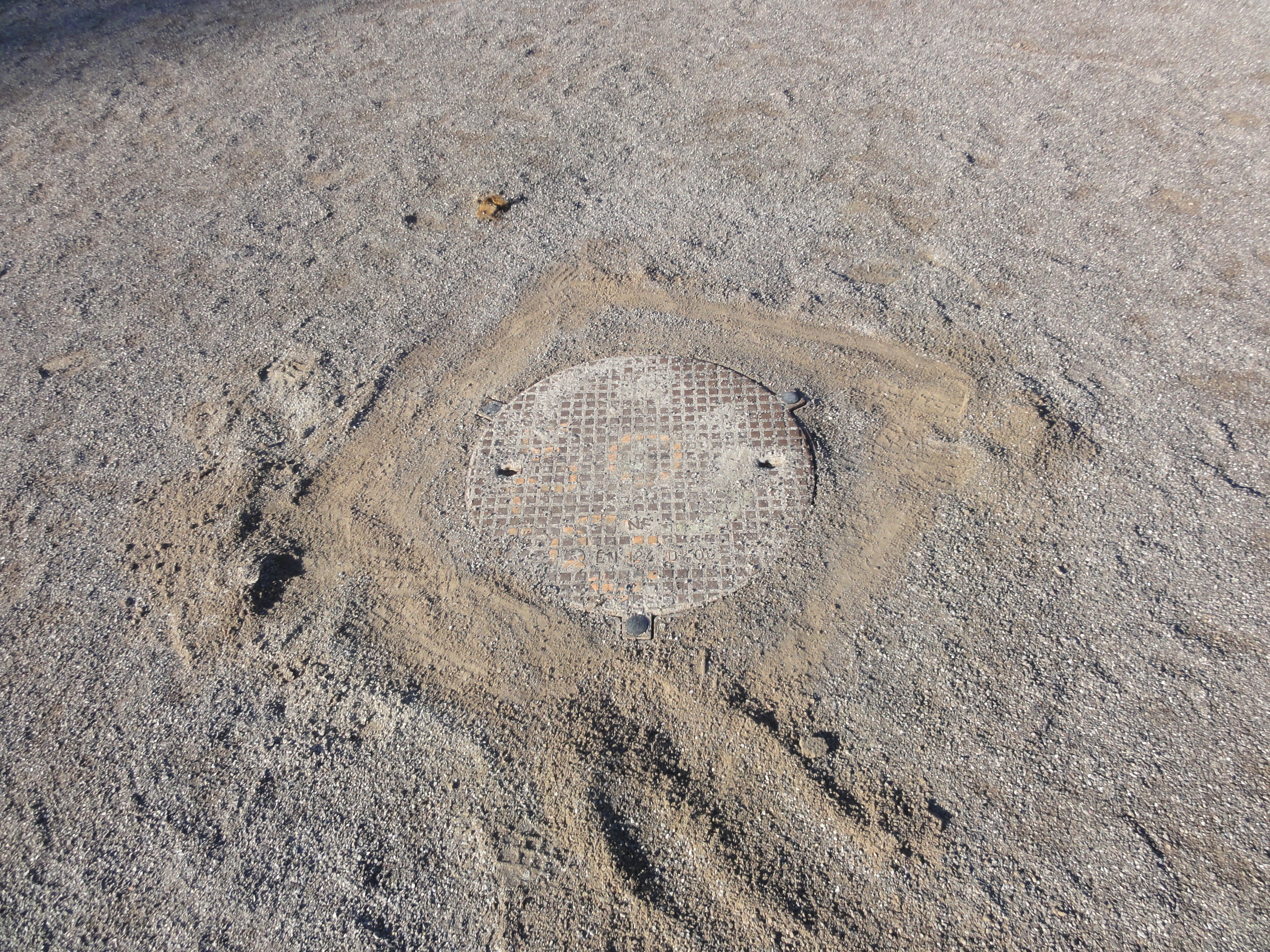
La tête de puits matérialisée no 2.
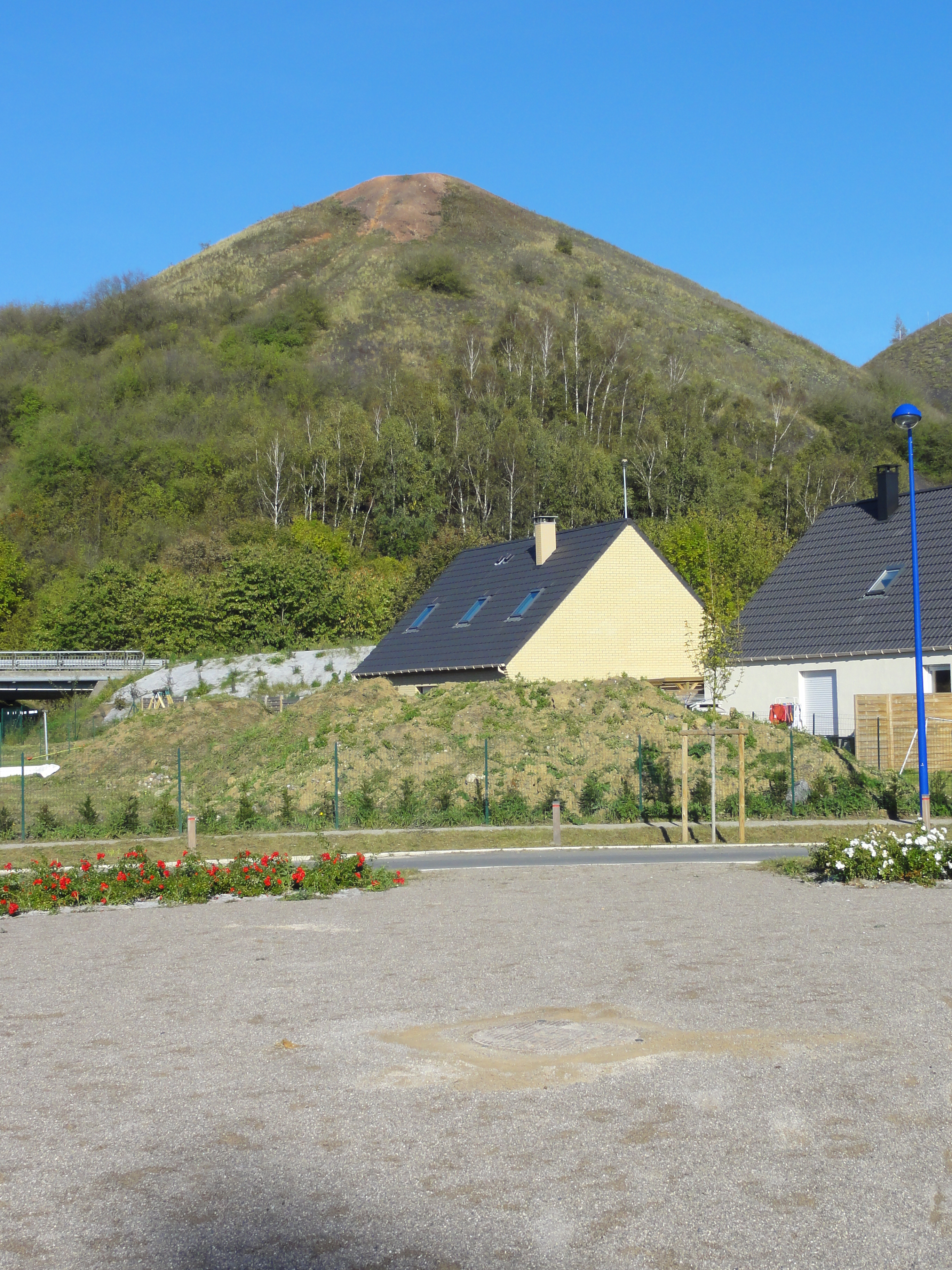
Le puits dans son environnement.
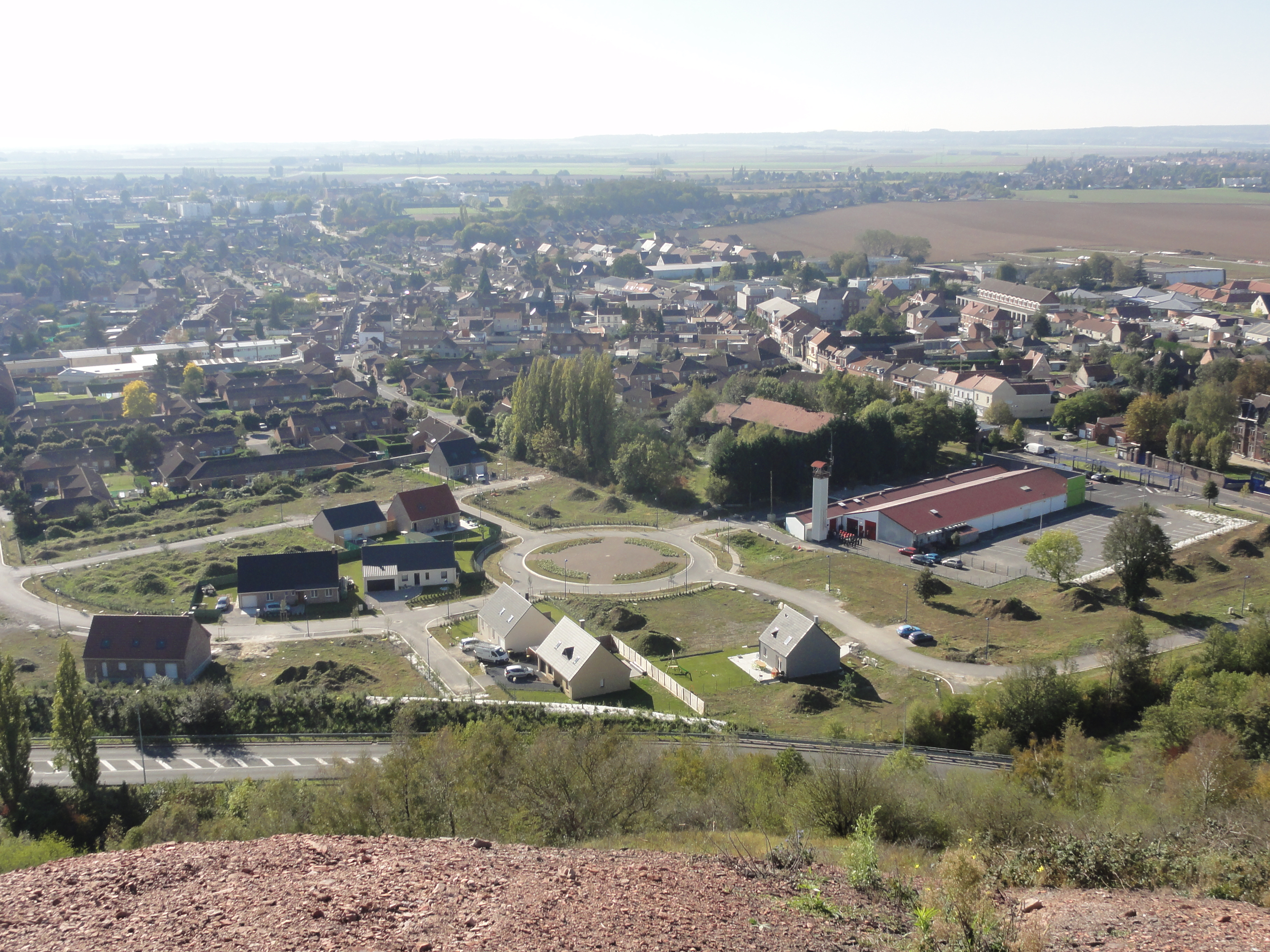
Vue du carreau de fosse depuis le sommet du terril no 84. Le puits est au milieu du rond-point.
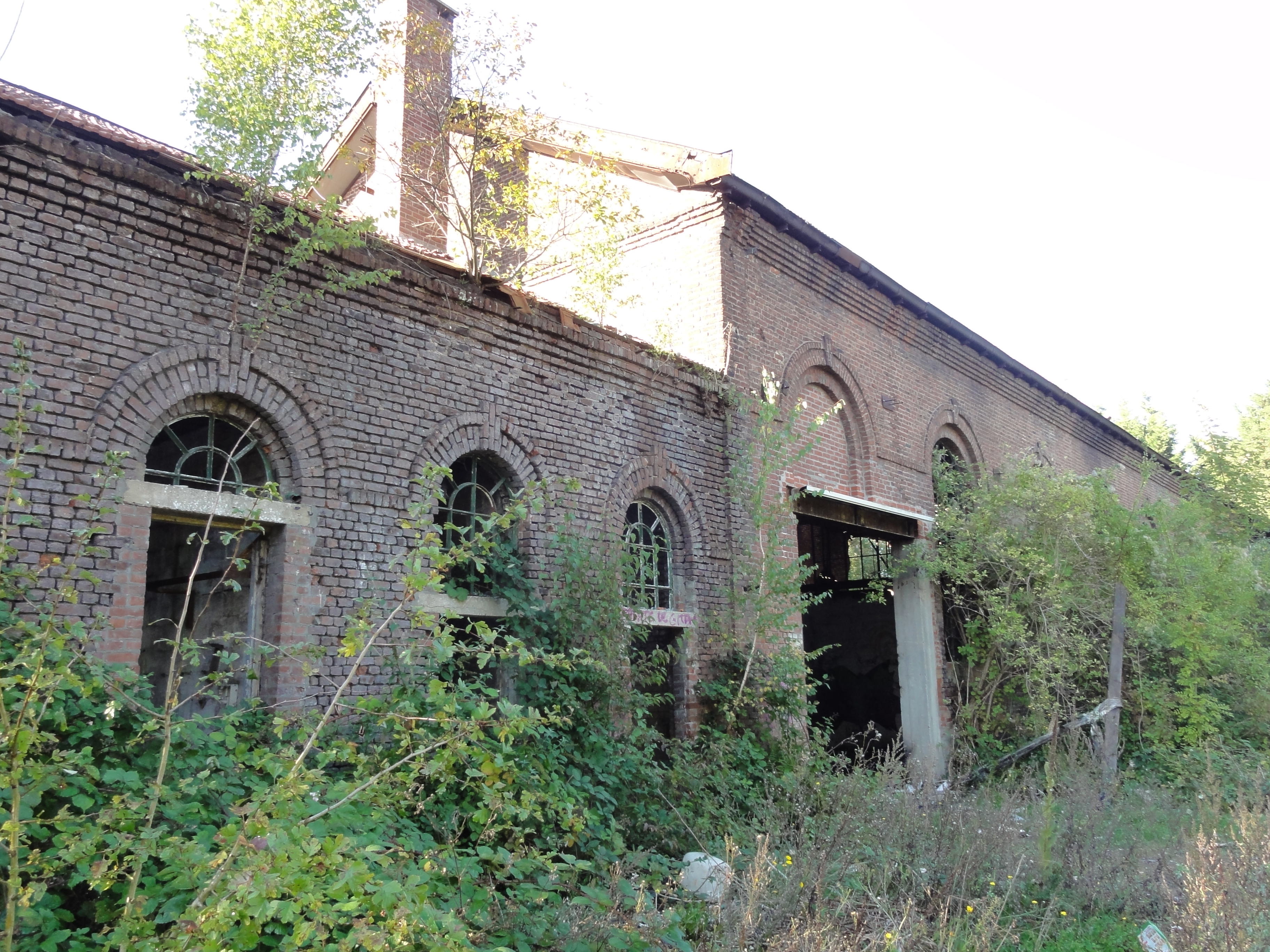
Les bains-douches.
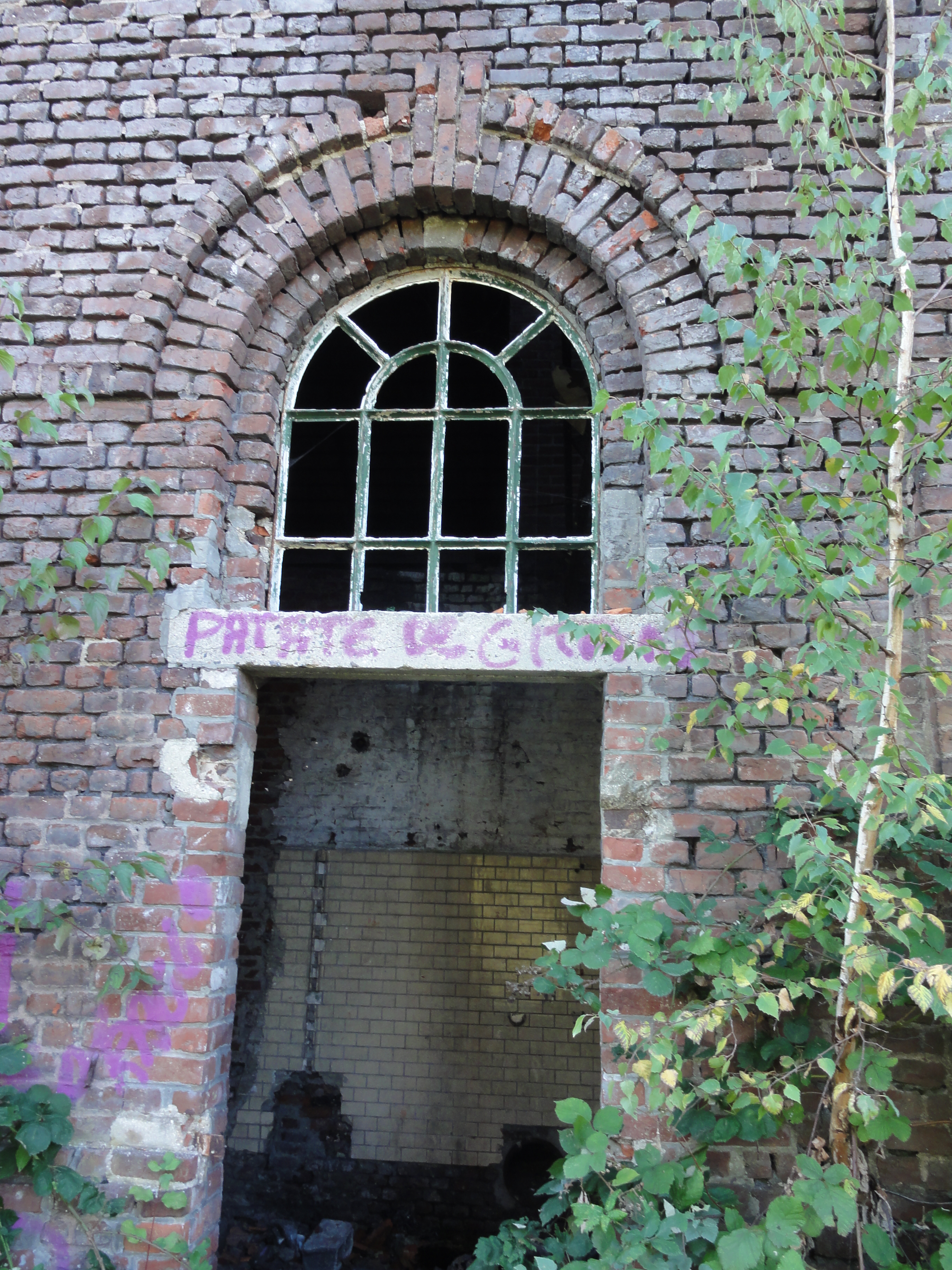
Les bains-douches.
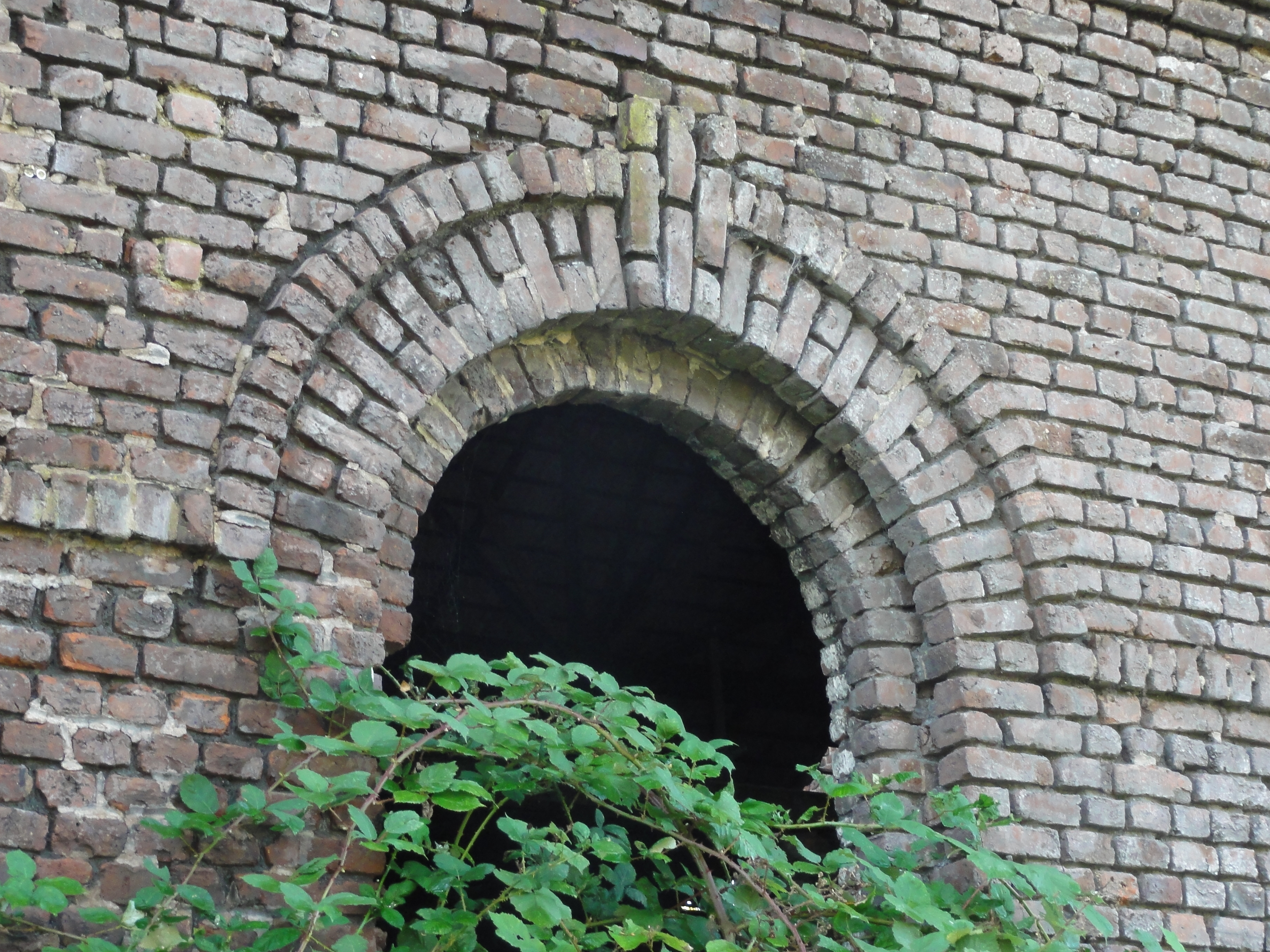
Détail d'une fenêtre.

## Le terril

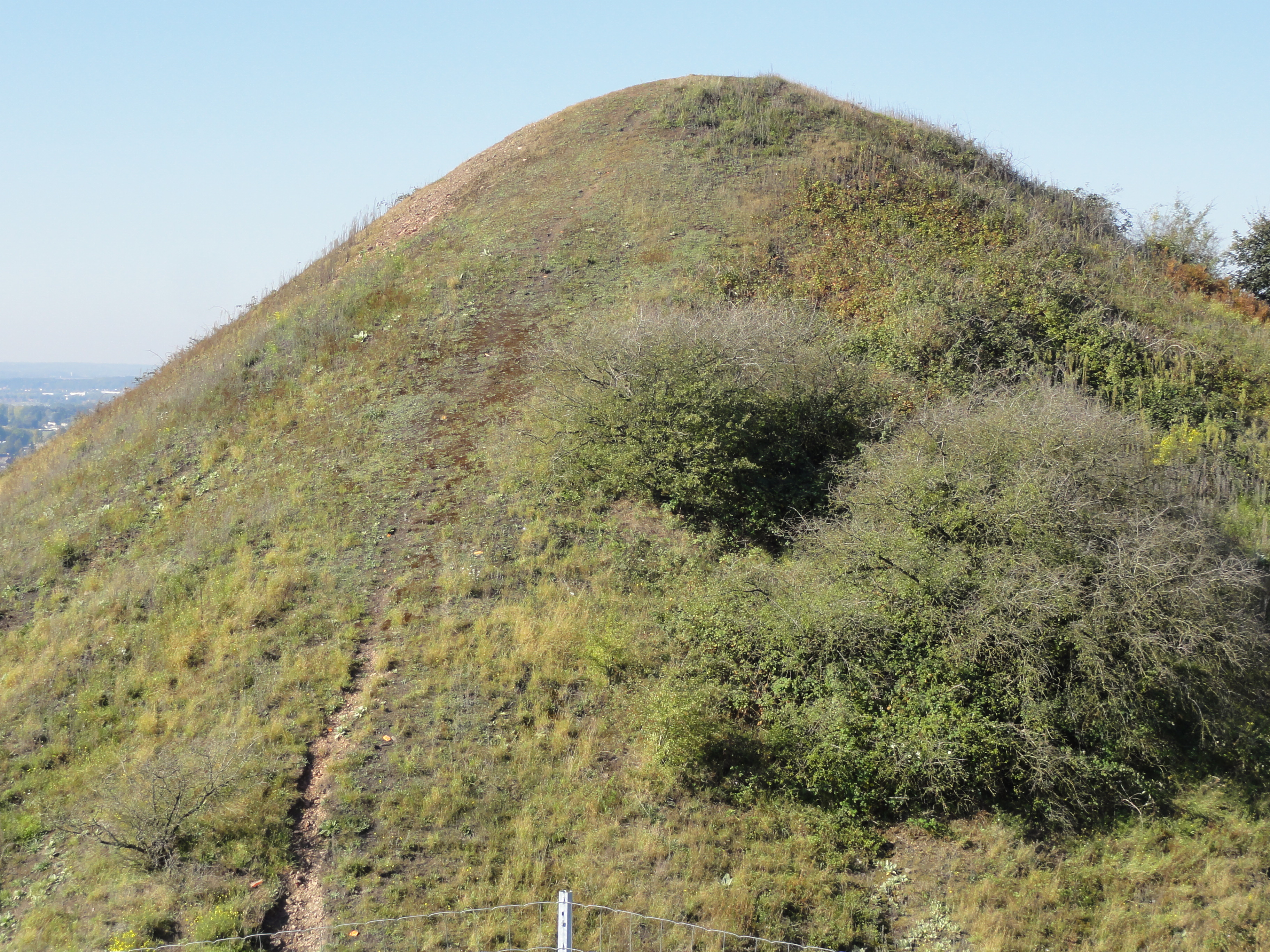
Le terril no 84 vu depuis le sommet du terril tabulaire no 101.

50° 24′ 32″ N, 2° 54′ 51″ E
Le terril no 84, 2 Sud de Drocourt, situé à Rouvroy, est le terril conique de la fosse no 2 des mines de Drocourt. Il est accolé au terril no 101 du Lavoir de Drocourt, qui a été partiellement exploité. Le terril no 84 est haut de 80 mètres,.
Le terril no 84 fait partie des 353 éléments répartis sur 109 sites qui ont été classés le 30 juin 2012 au patrimoine mondial de l'Unesco. Il constitue une partie du site no 48.

## Les cités
De vastes cités ont été établies au sud de la fosse no 2. Les corons située près de la fosse ont été détruits et remplacés par de nouvelles constructions. La cité Nouméa, l'église Saint-Louis et ses presbytères français et polonais, l'école des filles et celle des garçons, font partie des 353 éléments répartis sur 109 sites qui ont été classés le 30 juin 2012 au patrimoine mondial de l'Unesco. Ils constituent une partie du site no 48.

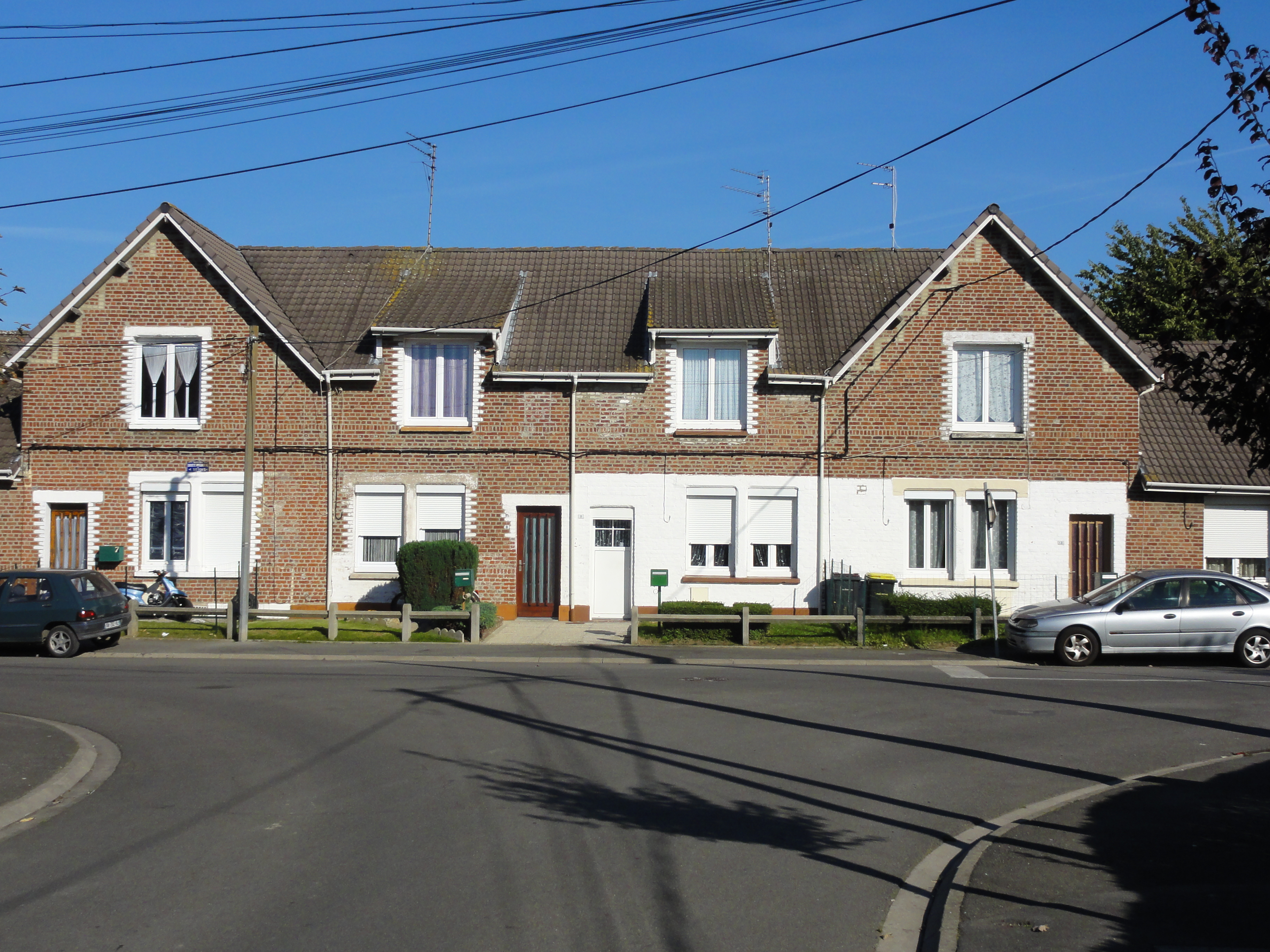
Des habitations groupées par quatre.
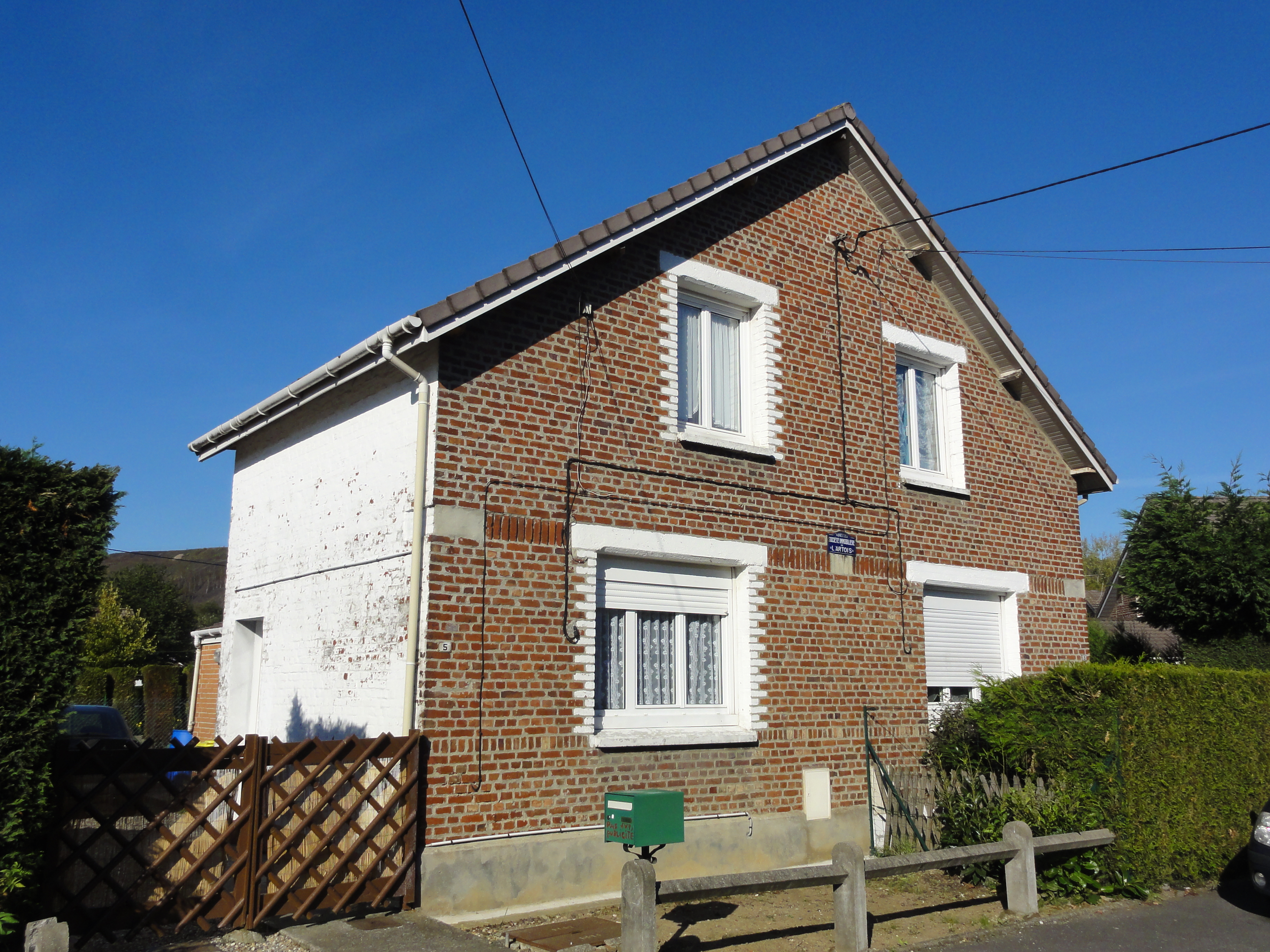
Des habitations groupées par deux.
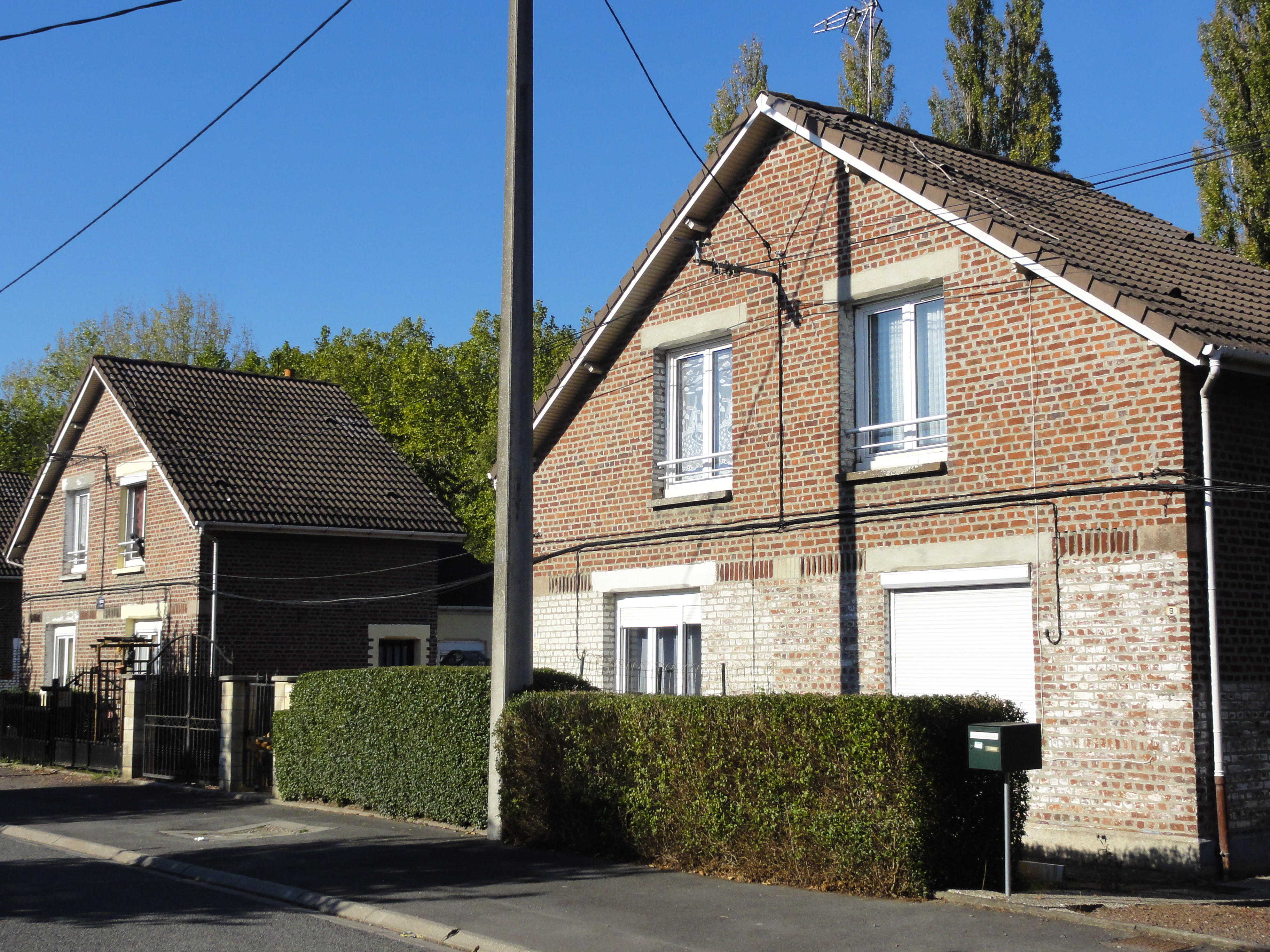
Des habitations groupées par deux.
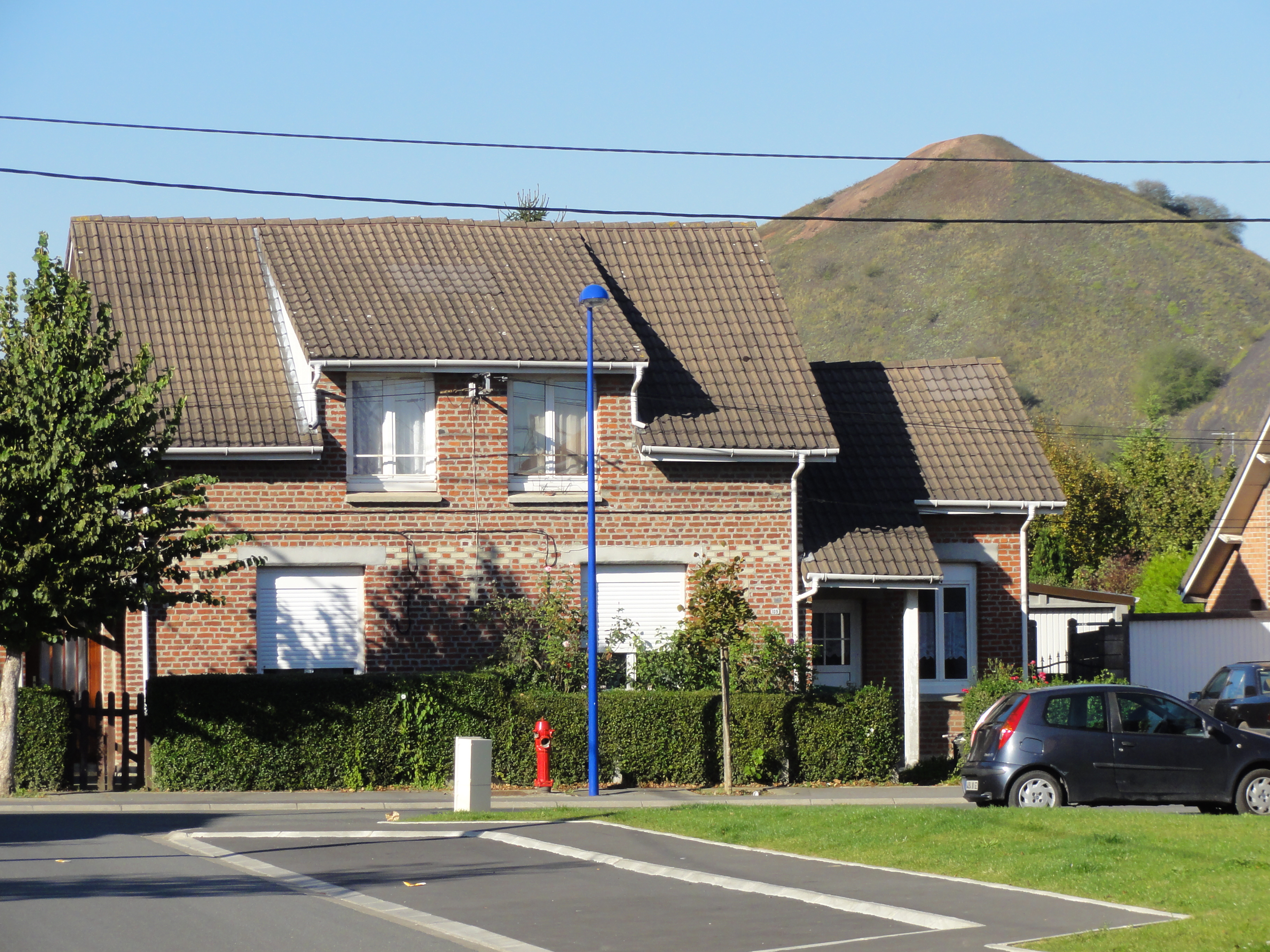
Des habitations groupées par deux.
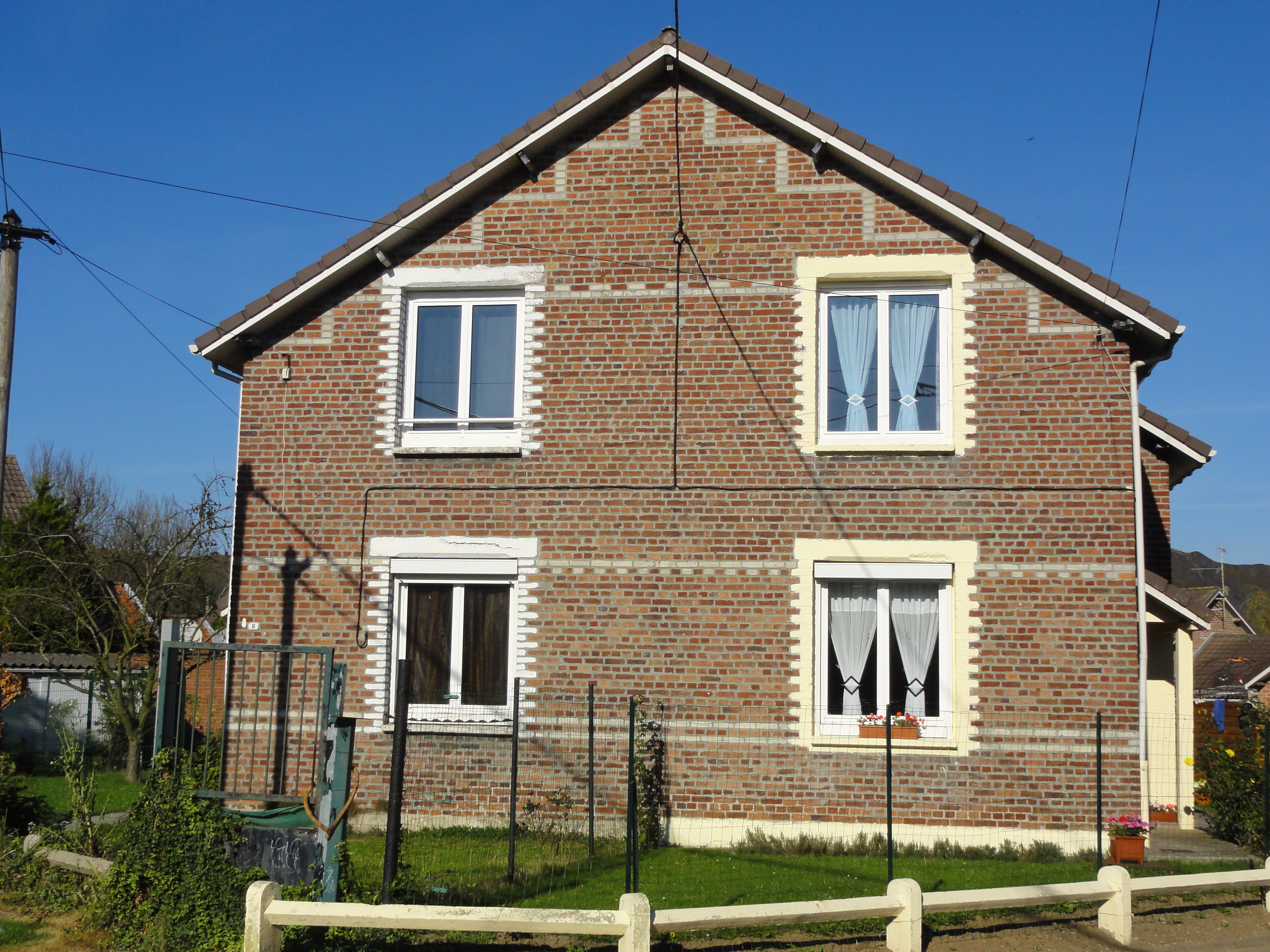
Des habitations groupées par deux.
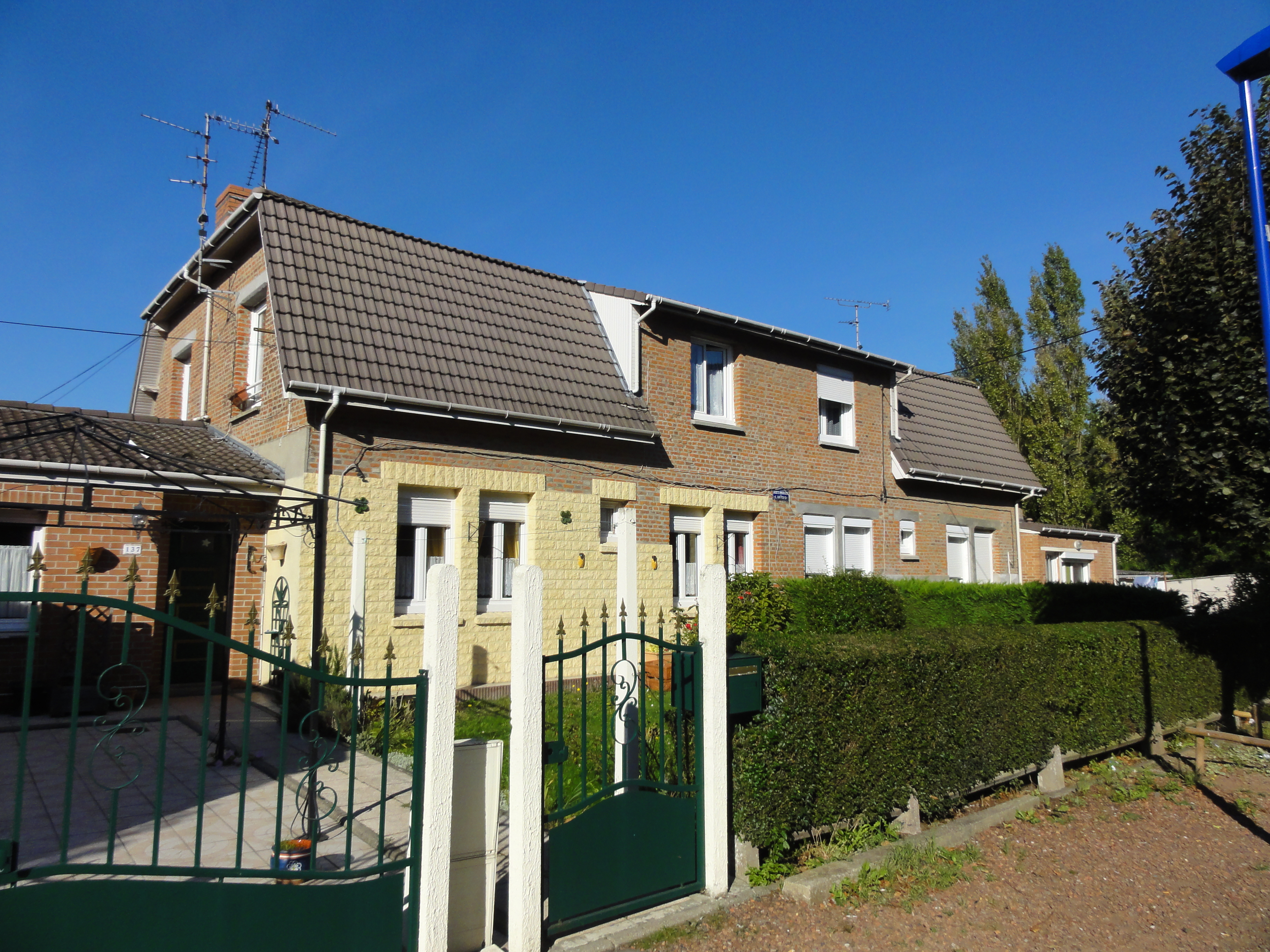
Des habitations groupées par quatre.

### L'église Saint-Louis

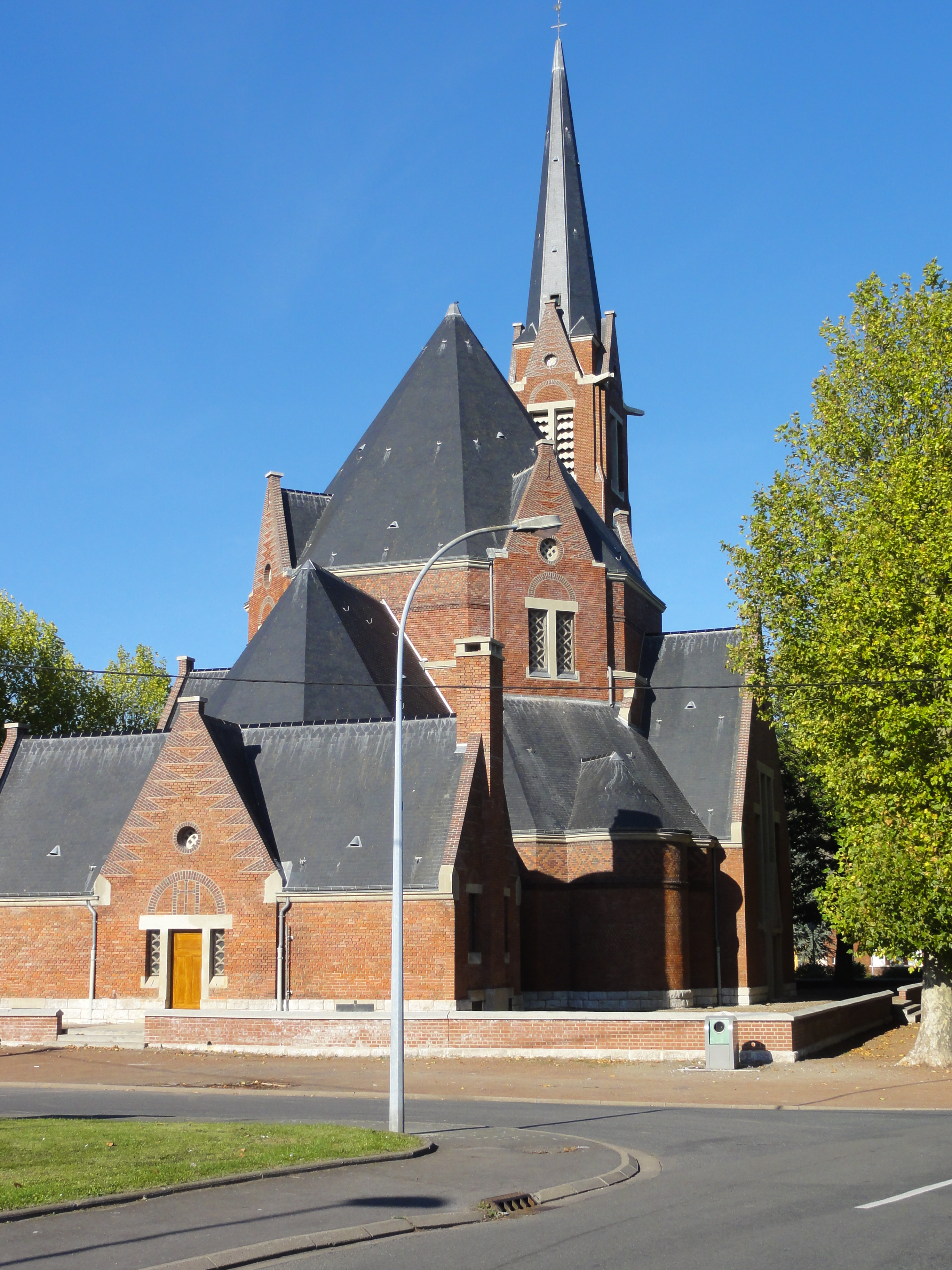
L'église.

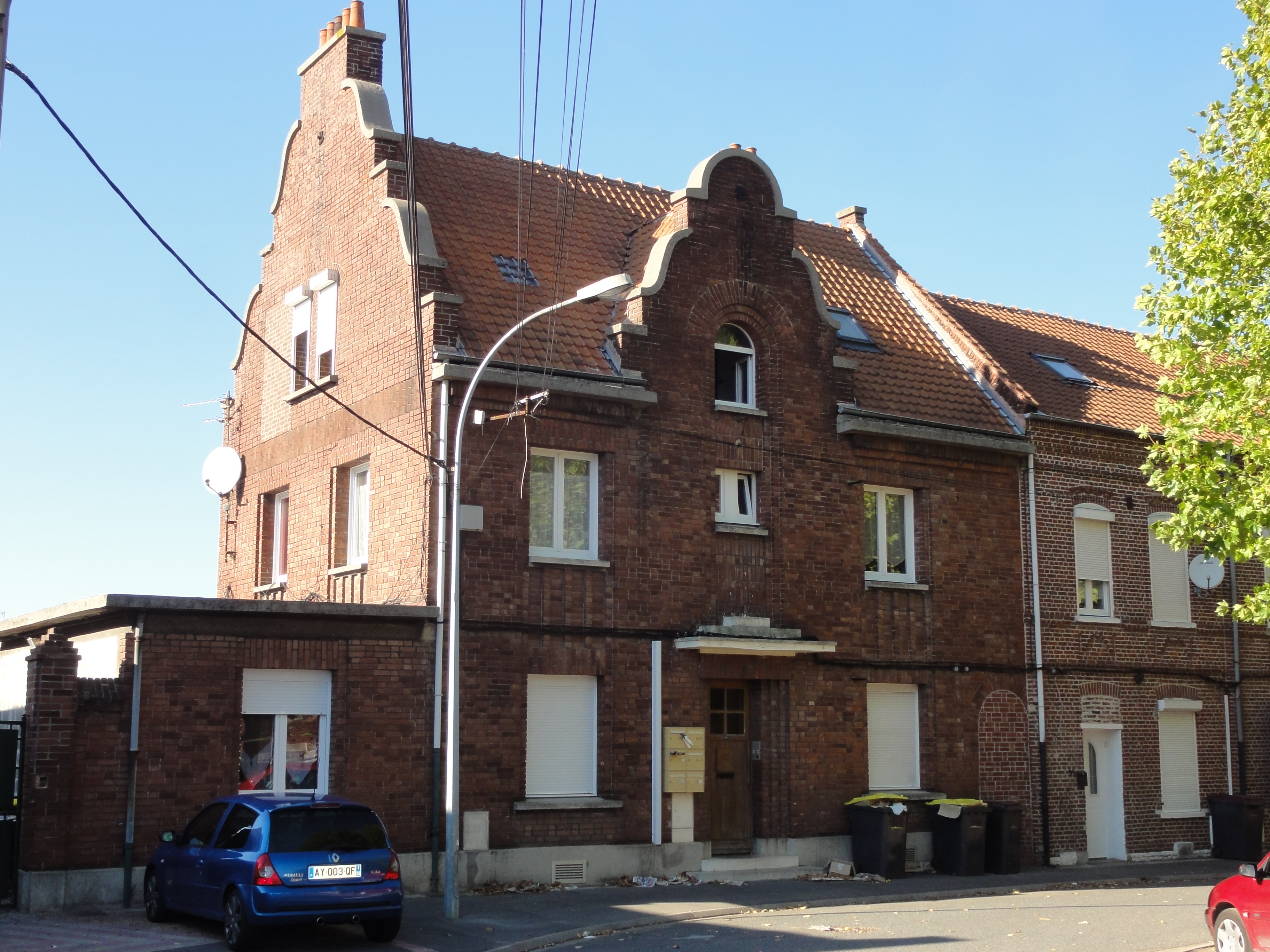
Le presbytère français.

50° 24′ 17″ N, 2° 54′ 45″ E
L'église Saint-Louis en totalité fait l’objet d’une inscription au titre des monuments historiques depuis le 9 octobre 2009.

### Le presbytère français
50° 24′ 17″ N, 2° 54′ 43″ E
Les façades et les toitures du presbytère français de l'église Saint-Louis de Rouvroy font l’objet d’une inscription au titre des monuments historiques depuis le 12 janvier 2010.

### Le presbytère polonais
50° 24′ 16″ N, 2° 54′ 47″ E

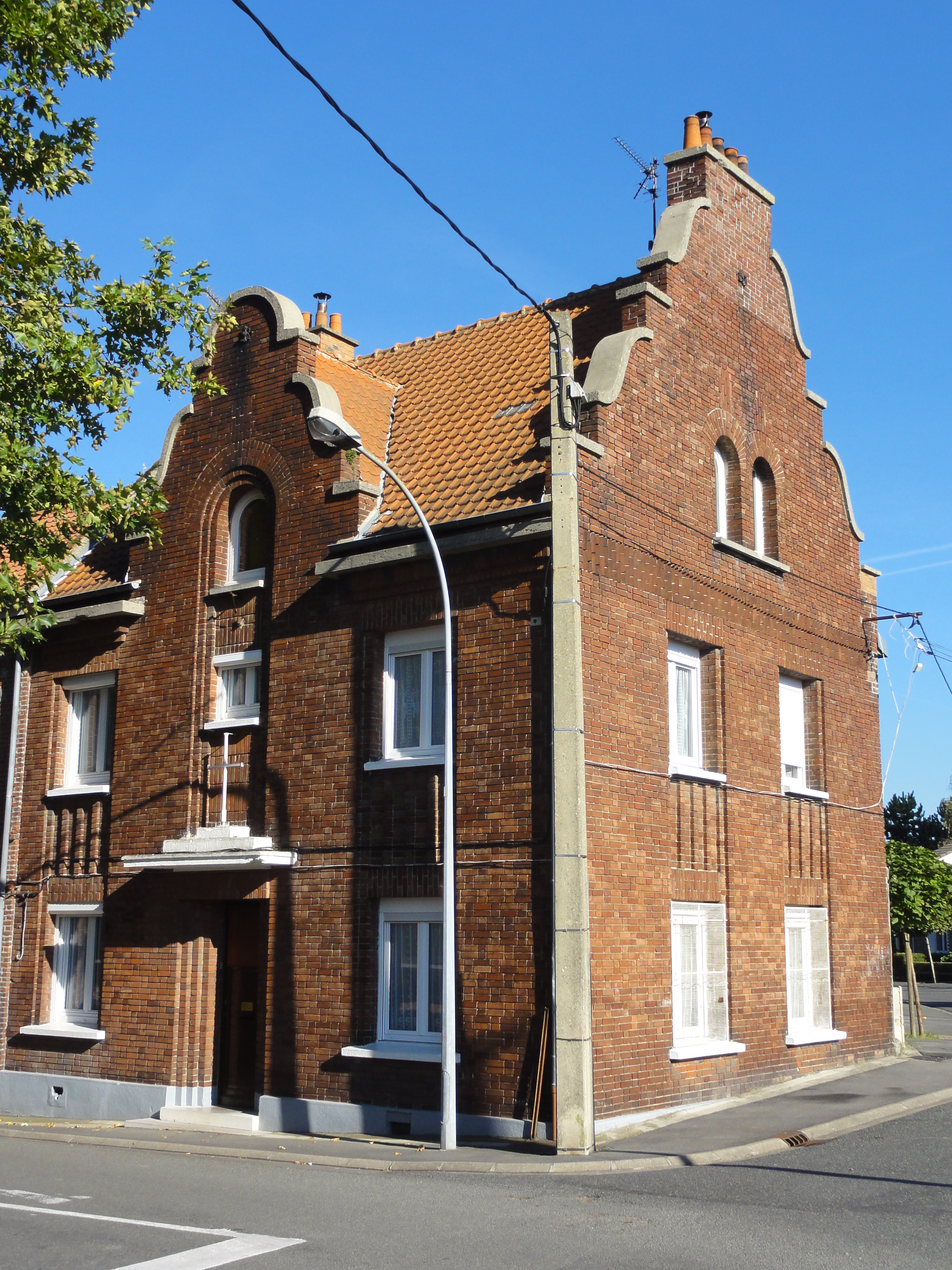
Le presbytère polonais.

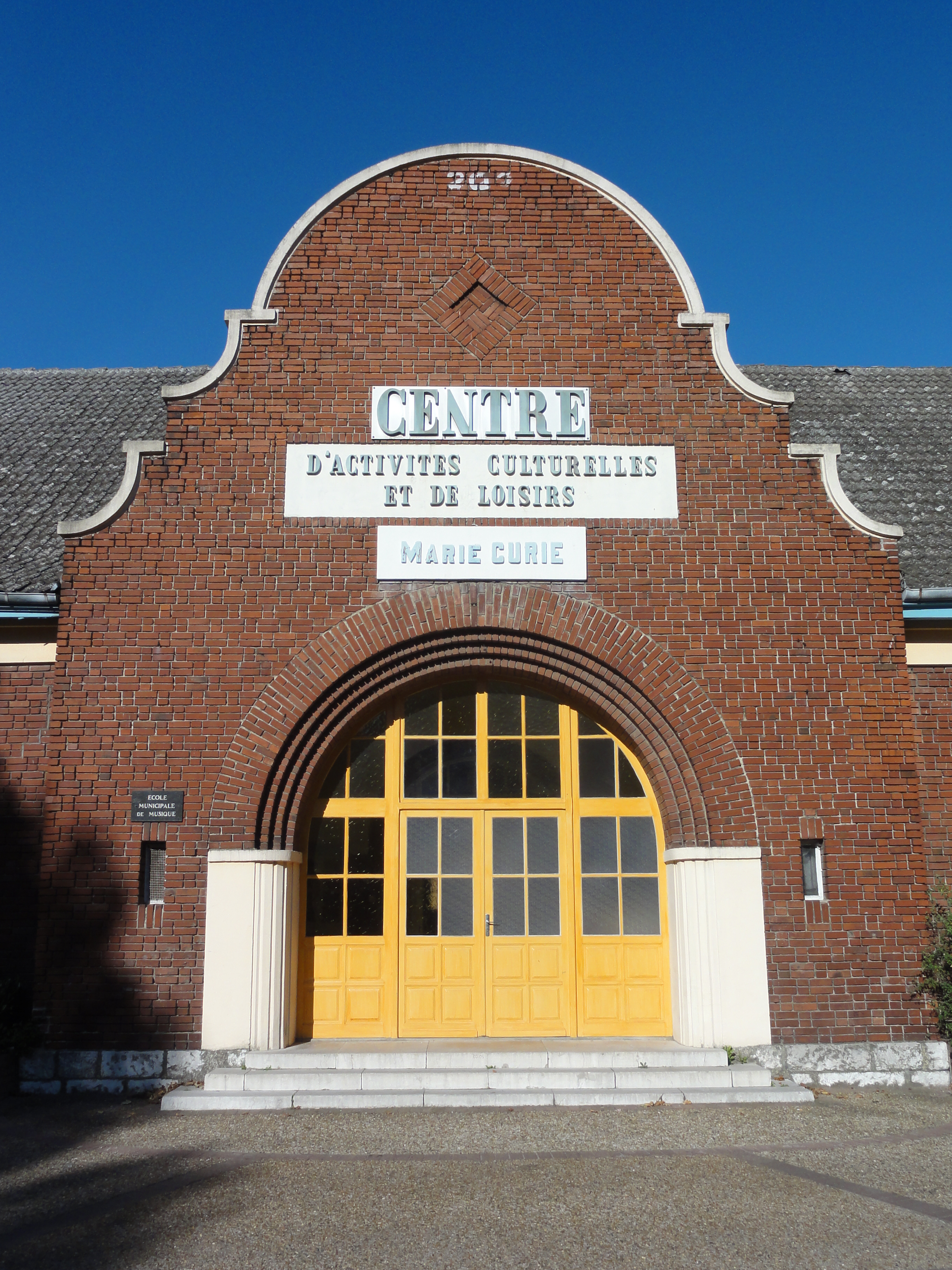
L'école.

Les façades et les toitures du presbytère polonais de l'église Saint-Louis de Rouvroy font l’objet d’une inscription au titre des monuments historiques depuis le 25 novembre 2009.

### Les écoles
50° 24′ 20″ N, 2° 54′ 47″ E
Les façades et les toitures de l'ancienne école comprenant deux bâtiments, le premier datant de 1895 et le second de 1930-1931, font l’objet d’une inscription au titre des monuments historiques depuis le 22 septembre 2010. Un autre groupe scolaire existe plus au sud des cités.